# Joe M. McCord
Joe Milton McCord (nacido el 3 de marzo de 1945) es un bioquímico estadounidense. Mientras servía como un estudiante graduado, él y su asesor de tesis, Irwin Fridovich, fueron los primeros en describir la actividad enzimática del superóxido dismutasa. McCord se unió al junta directiva de la corporación LifeVantage (fabricantes del suplemento dietético Protandim) en 2006, sirviendo como jefe del departamento de ciencia de 2011 a 2012, y retirándose de la compañía en junio de 2013. En 2017 saca al mercado formulaciones de activadores para su exclusiva distribución en EUA y dando contratos definidos en tiempo y territorio.en chile

## Fondo académico
McCord se recibió como licenciado en ciencias químicas del Rhodes College (graduado en 1966) y un doctorado en bioquímica de la Universidad de Duke en 1970 donde además dirigió una investigación posdoctoral.
[cita requerida]
McCord recibió la cátedra de bioquímica en el Centro Médico de la Universidad de Duke, Universidad de Alabama Del sur, y la Universidad de Denver, Colorado.
[cita requerida]
McCord fue acreedor a la Medalla Elliott Cresson, el premio al descubrimiento por la Sociedad de Biología de Radicales Libres y Medicina (SFRBM por sus siglas en inglés), y el premio Life Time por parte de Oxygen Society. Él mantiene un doctorado honorario de la Universidad de Buenos Aires y ha sido Presidente honorario de la Sociedad de Antioxidantes en Nutrición y Salud (ISANH) y como presidente de la Tercera Conferencia sobre el superóxido dismutasa en el Instituto Pasteur.
[cita requerida]

## LifeVantage/Protandim
McCord fue miembro de la junta directiva (director de ciencia) de LifeVantage Corporation desde 2006 y está listado por la SEC como accionista privilegiado. LifeVantageLifeVantage es una compañía de marketing multinivel que distribuye un suplemento dietético antioxidante conocido como Protandim. McCord ha colaborado en siete estudios sobre el producto y ha participado en la formación de distribuidores.
McCord fue además Director Científico para LifeVantage de junio de 2011 hasta septiembre de 2012, y se convirtió en miembro del consejo científico. LifeVantage anunció el retiro de McCord en junio de 2013. Bajo los términos del acuerdo de separación, McCord recibió un pago de 1.7 millones de dólares por parte de la compañía.

## Publicaciones
McCord ha publicado artículos en varias revistas científicas y libros.